# Buçimas
Buçimas es un municipio del distrito de Pogradec, en el condado de Korçë, Albania. 
Se encuentra ubicado al sureste del país, sobre los montes Grammos, cerca del lago de Ocrida y de la frontera con Grecia, al este, con una población a finales del año 2011 de 15 687 habitantes.